# 妄想エレベーター
『妄想エレベーター』（もうそうエレベーター）は、読売テレビが制作し2019年に放送されたテレビドラマ。ショートドラマ形式で、第1弾が全3話、第2弾が全6話放送された。

## あらすじ
大手生命保険会社に入社して2年目の女子社員・宮田福子、24歳。
仕事から帰宅しマンションのエレベーターに乗り込むと、ドアが閉まる寸前、同世代の男性が乗り込んでくる。子どもの頃から妄想癖があり観察眼にも優れる福子は、 男性の持ち物やしぐさから、男性との生活などをあれこれ妄想してしまう。
第2弾はラグビー編となり、ラグビーワールドカップ2019日本大会に向けて福子が夢中のラグビーに絡めた妄想が展開される。

## キャスト
主演
宮田福子 - 富田望生

### ゲスト
第1弾
- 第1話 - 土屋神葉
- 第2話 - 内藤秀一郎
- 第3話 - 吉原雅斗、 辻本達規、 田村侑久 (BOYS AND MEN)

（同じ話の展開だがTwitterとLINE投票でBOYS AND MENの3人中上位1名のみ放送、残り2人はTVer、ytv MyDo!  で2019年9月30日まで無料配信された。LINE LIVEでもテレビ放送と同時配信で実況）
第2弾
- 第1話 - 宇佐卓真
- 第2話 - 永田崇人
- 第3話 - 佐伯大地
- 第4話 - 水野勝、 勇翔、 本田剛文 (BOYS AND MEN)
- 第5話 - 岩永徹也
- 第6話 - 井阪郁巳

## スタッフ
- 製作著作 - 読売テレビ

## 放送日程

### 第1弾
| 話 | 放送日        | サブタイトル             | ゲスト出演者 |
| -- | ------------- | ------------------------ | ------------ |
| 1  | 2019年3月28日 | モーゼ系男子             | 土屋神葉     |
| 2  | 2019年3月28日 | アリジゴク系男子         | 内藤秀一郎   |
| 3a | 2019年3月28日 | コットンキャンディ系男子 | 吉原雅斗     |
| 3b | 2019年3月28日 | そらまめ系男子           | 辻本達規     |
| 3c | 2019年3月28日 | チーズハットグ系男子     | 田村侑久     |

### 第2弾
| 話 | 放送日        | サブタイトル                                                                | ゲスト出演者                      |
| -- | ------------- | --------------------------------------------------------------------------- | --------------------------------- |
| 1  | 2019年9月17日 | ノックオン系男子                                                            | 宇佐卓真                          |
| 2  | 2019年9月18日 | アーリータックル系男子                                                      | 永田崇人                          |
| 3  | 2019年9月19日 | スタンドオフ系男子                                                          | 佐伯大地                          |
| 4  | 2019年10月2日 | 「ラグビーポジション編」 プロップ系男子 ウイング系男子 スクラムハーフ系男子 | BOYS AND MEN 水野勝 勇翔 本田剛文 |
| 5  | 2019年10月3日 | 飛ばしパス系男子                                                            | 岩永徹也                          |
| 6  | 2019年10月4日 | ノットリリースザボール系男子                                                | 井阪郁巳                          |